# NGC 3318A
NGC 3318A (другие обозначения — ESO 317-50, PGC 31373) — спиральная галактика с перемычкой (SBc) в созвездии Паруса.
Этот объект не входит в число перечисленных в оригинальной редакции «Нового общего каталога» и был добавлен позднее.